# Помен (село)
Пóмен е село в Северна България, община Две могили, област Русе.

## География
Село Помен се намира в източната част на Дунавската равнина, на около 42 km на юг от областния град Русе, 14 km на изток-югоизток от град Борово, 24 km на северозапад от град Попово и 17 km на югоизток от общинския център град Две могили. Селото е изтеглено в направление северозапад – югоизток по възвишението между две обхващащи го от север и югозапад водосливни понижения на релефа, които се събират при западния му край до стара чешма с каменни корита за поене на добитък. Северното понижение дава началото на местния приток Синан дере на река Баниски Лом, течаща покрай намиращото се 6 – 7 km на запад село Баниска. Общински път минава през село Помен и го свързва със селата Баниска и Могилино. Надморската височина на пътя в югоизточния край на селото е около 357 m, в северозападния край – 260 m, а на площада в центъра – 314 m. На около километър западно от селото до пътя в местността Синан дере има рибарник.
В югоизточната му част землището на село Помен граничи със землищата на селата Голямо градище и Цар Асен от област Търговище.
Населението на село Помен, наброявало 1189 души към 1934 г. и 1209 – към 1946 г., намалява до 313 към 2018 г.
При преброяването на населението към 1 февруари 2011 г., от обща численост 408 лица, за 48 лица е посочена принадлежност към „българска“ етническа група и за 360 – към „турска“.

## История
По неофициални косвени данни, селото е създадено през 1530 г.
На около 500 m югозападно от селото, до пътния мост на Синан дере има паметник на руски воини, загинали през Руско-турската война 1877 – 1878 г.
През 1934 г. дотогавашното село Синан (Синан кьой) е преименувано на Помен.
В Държавния архив – Русе се съхраняват документи на/за Народно основно училище „Отец Паисий“ – село Помен, Русенско от периода 1919 – 2006 г., както и на/за Училищно настоятелство – с. Помен, Беленско. Вероятно през 2006 г. училището е закрито (по неофициални косвени данни, училището е закрито през 2004 г.).
През 1930 г. е основано читалище „Зора“.
През 1950 г. е учредено Трудово кооперативно земеделско стопанство (ТКЗС) „Девети септември“ – с. Помен, Русенско. След 1958 г. настъпват промени в организацията и съответно наименованията му, а в периода 1992 – 1995 г. то отново носи първоначалното си наименование. През 1995 г. вероятно е ликвидирано.

## Религии
В село Помен се изповядват ислям (с ориентация към основната общност шиити, алевити, казълбаши) и православно християнство.

## Обществени институции
Село Помен към 2019 г. е център на кметство Помен.
В село Помен към 2019 г. има:
- действащо читалище „Зора – 1930 г.“;[13][14]
- действаща само на големи религиозни празници православна църква „Свети Иван Рилски“;[15]
- постоянно действаща джамия;[16]
- пощенска станция.[17]

## Редовни събития
Рамазан, Байрам и национални празници.

## Личности
- В Помен е родена Надя Аспарухова (Найде Ферхадова; р. 1942), политик от Българската комунистическа партия.

## Други
Според легенда, село Помен е създадено от трима братя, чиито гробове се намират в трите края на селото.